# Happy Birthday to You

Piosenka „Good Morning to All”

Happy Birthday to You – amerykańska piosenka tradycyjnie wykonywana podczas urodzin.

## Geneza
Melodia piosenki pochodzi z piosenki „Good Morning to All” autorstwa Patty i Mildred J. Hill z 1893 roku. Patty Hill była dyrektorką przedszkola w Louisville, a Mildred – pianistką i kompozytorką. Siostry Hill stworzyły piosenkę, która w założeniu miała być łatwa do zaśpiewania przez małe dzieci. Kombinacja melodii z „Good Morning to All” i tekstu „Happy Birthday to You” po raz pierwszy drukiem pojawiła się w 1912 roku, ale najprawdopodobniej istniała już wcześniej.

## Prawa autorskie
Piosenka ma zastrzeżone prawa autorskie. W 1934 roku Jessica Hill złożyła pozew o bezprawne wykorzystanie piosenki „Happy Birthday to You”, a rok później wraz z firmą Summy Company zastrzegła prawa autorskie. Pod koniec lat 90. firma Warner/Chappell Music zakupiła Summy Company. Firma utrzymywała, że prawa autorskie do tekstu piosenki w Stanach Zjednoczonych wygasną w 2030 roku, jednakże amerykański profesor prawa Robert Brauneis wyraził w 2010 roku wątpliwości co do tego, czy piosenka nadal jest chroniona prawem autorskim .
22 września 2015 sąd federalny w Stanach Zjednoczonych orzekł, że Warner/Chappell Music nie jest właścicielem praw autorskich tekstu utworu.

## Tekst
Happy birthday to you,

Happy birthday to you,

Happy birthday dear ... (tu imię),

Happy birthday to you!

## Najsłynniejsze wykonanie
Najsłynniejsze wykonanie Happy Birthday, Mr. President przez Marilyn Monroe, gwiazdę kina amerykańskiego miało miejsce w sobotni wieczór 19 maja 1962 w Madison Square Garden w Nowym Jorku w obecności ponad 15 tys. osób, z okazji 45. urodzin ówczesnego prezydenta Stanów Zjednoczonych Johna F. Kennedy’ego.

### Tekst
Happy birthday to you,

Happy birthday to you,

Happy birthday Mr. President,

Happy birthday to you!

Thanks, Mr. President

For all the things you've done,

The battles that you've won,

The way you deal with U.S. Steel

And our problems by the ton.

We thank you so much.